# Coppa del mondo di tuffi 2021 - Trampolino 3 metri sincro femminile
Il concorso dei tuffi dal trampolino 3 metri sincronizzato femminile della Coppa del mondo di tuffi 2021 si è svolto il 1º maggio 2021 al Tokyo Aquatics Centre in Giappone.
La competizione è stata valida per la qualificazione ai Giochi olimpici estivi di Tokyo 2021.

## Programma
| Data           | Ora   | Evento      |
| -------------- | ----- | ----------- |
| 1º maggio 2021 | 10:00 | Preliminare |
| 1º maggio 2021 | 16:00 | Finale      |

## Risultati
Le nazioni contrassegnate dal grassetto si sono qualificate per le Olimpiadi tramite questo risultato. Quelle nei primi posti non in grassetto hanno ottenuto la qualificazione in un'altra manifestazione.
| Class   | Nazione       | Nome                                    | Preliminare | Preliminare | Finale          | Finale          |
| Class   | Nazione       | Nome                                    | Punti       | Class       | Punti           | Class           |
| ------- | ------------- | --------------------------------------- | ----------- | ----------- | --------------- | --------------- |
| Oro     | Cina          | Chang Yani Chen Yiwen                   | 317.46      | 1           | 317.16          | 1               |
| Argento | Canada        | Jennifer Abel Mélissa Citrini-Beaulieu  | 294.48      | 2           | 289.98          | 2               |
| Bronzo  | Italia        | Elena Bertocchi Chiara Pellacani        | 268.62      | 6           | 283.77          | 3               |
| 4       | Germania      | Lena Hentschel Tina Punzel              | 263.52      | 8           | 281.70          | 4               |
| 5       | Stati Uniti   | Sarah Bacon Kassidy Cook                | 273.24      | 5           | 278.49          | 5               |
| 6       | Gran Bretagna | Katherine Torrance Grace Reid           | 273.30      | 4           | 276.00          | 6               |
| 7       | Russia        | Kristina Ilinykh Maria Poliakova        | 273.33      | 3           | 272.94          | 7               |
| 8       | Giappone      | Haruka Enomoto Hazuki Miyamoto          | 267.90      | 7           | 270.00          | 8               |
| 9       | Messico       | Paola Espinosa Melany Hernández         | 257.40      | 10          | 264.60          | 9               |
| 10      | Paesi Bassi   | Inge Jansen Celine van Duijn            | 263.10      | 9           | 263.40          | 10              |
| 11      | Svizzera      | Madeline Coquoz Jessica Favre           | 233.55      | 12          | 258.90          | 11              |
| 12      | Corea del Sud | Cho Eun-bi Kim Su-ji                    | 242.49      | 11          | 247.47          | 12              |
| 13      | Ucraina       | Anna Arnautova Viktoriya Kesar          | 227.55      | 13          | Non qualificati | Non qualificati |
| 14      | Porto Rico    | Maycey Vieta Elizabeth Miclau           | 218.55      | 14          | Non qualificati | Non qualificati |
| 15      | Malaysia      | Nur Dhabitah Sabri Ng Yan Yee           | 217.95      | 15          | Non qualificati | Non qualificati |
| 16      | Brasile       | Luana Lira Anna Lucia Rodriguez Martins | 216.21      | 16          | Non qualificati | Non qualificati |